# Dobsonia pannietensis
Dobsonia pannietensis is een vleermuis uit het geslacht Dobsonia die voorkomt op een aantal eilanden ten zuidoosten van Nieuw-Guinea (Fergusson, Goodenough, Kiriwina, Misima, Normanby, Panaeati, Rossel, Sudest en Woodlark). Deze soort wordt vaak tot D. moluccensis gerekend. Net als zijn verwant D. magna roest deze soort in grotten. De voortplanting vindt mogelijk rond augustus plaats. In delen van zijn verspreidingsgebied komt hij zeer algemeen voor.
Dobsonia pannietensis is een variabele soort, maar is te herkennen aan zijn bruinachtige klauwen en zwarte bovenkant van het hoofd. Dieren uit Woodlark zijn kleiner en hebben vaak lichte of rode vlekken op hun buik, maar exemplaren uit de D'Entrecasteaux-eilanden (Fergusson, Goodenough en Normanby) zijn groter en lijken qua kleur op D. magna. De kop-romplengte bedraagt op Woodlark 127 tot 162 mm, de staartlengte 23,2 tot 32,6 mm, de voorarmlengte 106 tot 119,8 mm, de tibialengte 52,4 tot 55,9 mm, de oorlengte 22,8 tot 29,0 mm en het gewicht 110 tot 195 g.